# Vinalopó
El Vinalopó és un riu del migjorn del País Valencià, que amb els seus 86 quilòmetres de llargada travessa les comarques de l'Alt, Mitjà i Baix Vinalopó, tot i que els primers quilòmetres els recorre a Bocairent (la Vall d'Albaida).
Es tracta d'un riu al·lòcton, o el que és el mateix: naix i desemboca dins del territori valencià. La seua conca drena una superfície de 2.340 km², tot i l'abundància de zones endorreiques.
La seua vall, en travessar perpendicularment el sector muntanyenc del Sistema Bètic valencià. esdevé un eix de comunicació que vertebra les tres esmentades comarques així com serveix de corredor d'infraestructures entre la costa i la Meseta interior de la península Ibèrica.

## Etimologia
Vinalopó sembla provenir de l'àrab بنلوب (binalūb), derivat del llatí Pinna Lupi (penya del llop). Històricament se li ha dit Vinalapó, Vinalapós o Vinapaló i, a causa del seu poc cabal a partir de Villena, se l'ha anomenat també rambla de Sax, Elda, Novelda, etc. Se l'ha identificat també amb el mot llatí Alebus, en el que suposadament va aparèixer ofegat Amílcar Barca.

## Recorregut
Naix en la Serra de Mariola, entre Bocairent i Banyeres de Mariola, i desemboca a les Salines de Santa Pola. El riu travessa les ciutats següents: Villena, Saix, Petrer, Elda, Novelda i Elx. En la seua conca, la vall del Vinalopó, hi ha nombroses zones endorreiques destacant-hi la llacuna de Salines.
Compta amb dos rius afluents, el riu Marjal, un petit riu de curt recorregut que desemboca en terme de Banyeres de Mariola, i el Tarafa, al terme municipal d'Asp. A més, rep les aportacions de nombroses rambles, que realitzen una funció de drenatge en les serres de l'interior. A l'altura de Santa Eulàlia (Villena i Saix) rep l'afluent del riu la Séquia del Rei, que aporta aigües salines d'una conca de Villena, així com les aigües residuals d'aquesta ciutat.
És un riu de cabal escàs, que presenta el màxim a l'hivern en Santa Eulàlia (on arriba al seu màxim cabal amb 0,85 m³/s) i a la tardor a Asp, motivat per l'estacionalitat de les pluges. A causa de l'encaixament de gran part del seu llit les crescudes no presenten gravetat, tret a Elda on es va desbordar el 1906 i 1982. Les aigües s'utilitzen per al regadiu en el curs alt, hi ha falta de pluges en la zona. També hi ha aportacions d'aigües residuals i industrials. Compta amb una important conca de 1.692 km², i va inundar amb quantiosos danys humans i materials a poblacions com Petrer, Elda, Elx i Novelda, en diverses ocasions, com en 1982.

## Estiatges

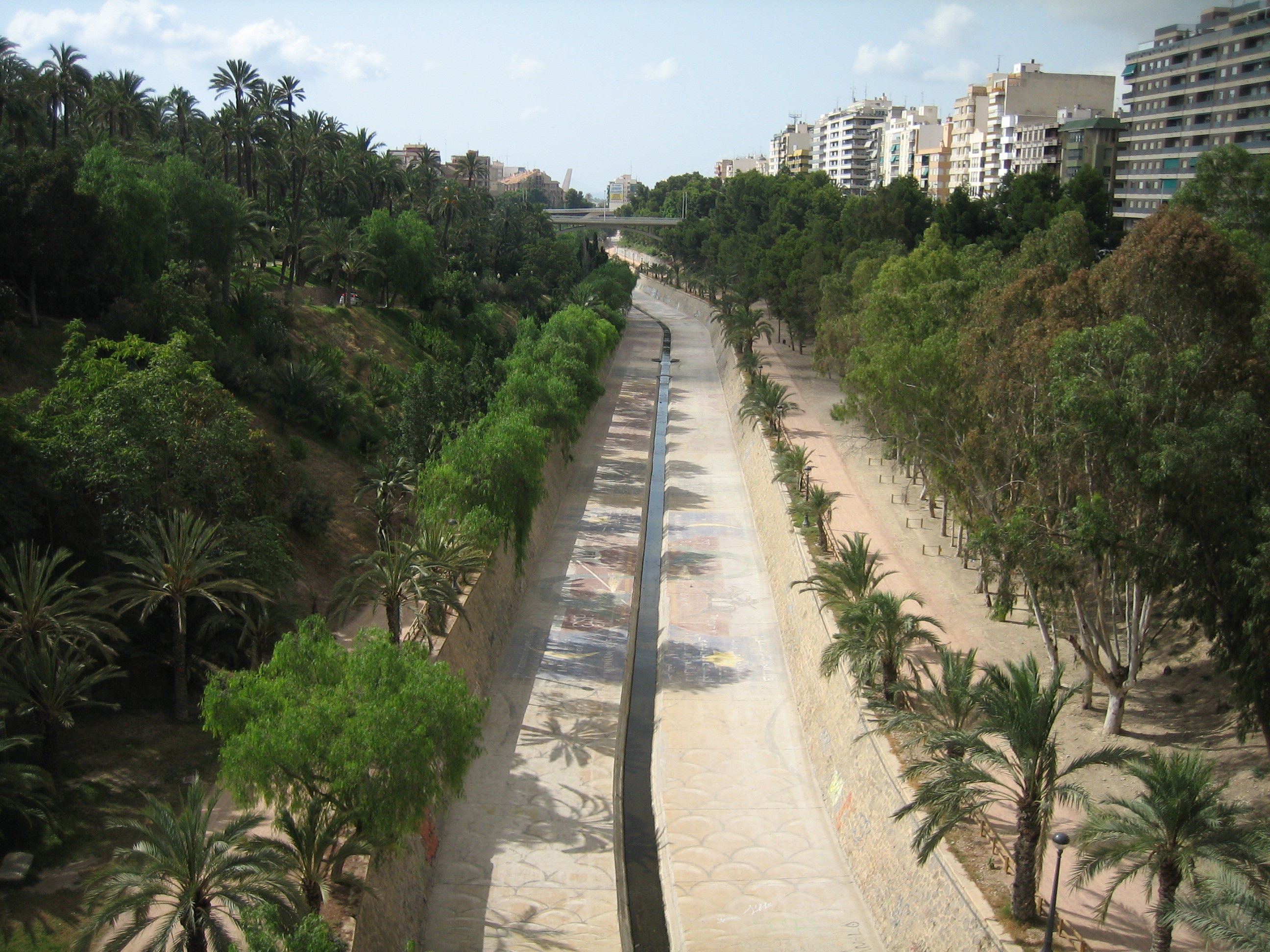
El Vinalopó al seu pas per Elx

A causa dels forts estiatges que pateix la zona, el riu, pels camps d'Elx, en la seva zona més pròxima a la desembocadura, s'ha quedat en nombroses èpoques sense cabal, el que ha provocat que, al tractar-se d'una zona agrícola, els treballs de les terres en plana hagin eliminat la llera natural de sortida del riu al mar, que es produïa a l'altura de les Salines de Santa Pola.
No obstant això, el riu quan pateix crescudes, recupera la seva antiga desembocadura, provocant inundacions en les hortes del sud d'Elx i la zona de les salines. Per aquest motiu la Confederació Hidrogràfica del Xúquer ha realitzat un projecte per a tornar a recuperar l'antiga llera del Vinalopó en el seu tram final, entre els camps il·licitans i les costes de Santa Pola, perquè el riu torni a tenir la seva sortida natural al mar.
En uns d'aquests estiatges, conta la llegenda que va morir ofegat Amílcar Barca, al naufragar el seu vaixell al pas de la localitat d'Elda. Altres versions diuen que va morir ofegat a les aigües del riu Quincoses (denominació que rep el riu Vinalopó al seu pas per Asp) a les proximitats d'Asp el Vell, poble medieval abandonat, també conegut com el castell del riu. Prop de les ruïnes medievals també va haver-hi un assentament iber.

## Dades
- Conca: 1.691,7 km².
- Longitud: 81,2 km.

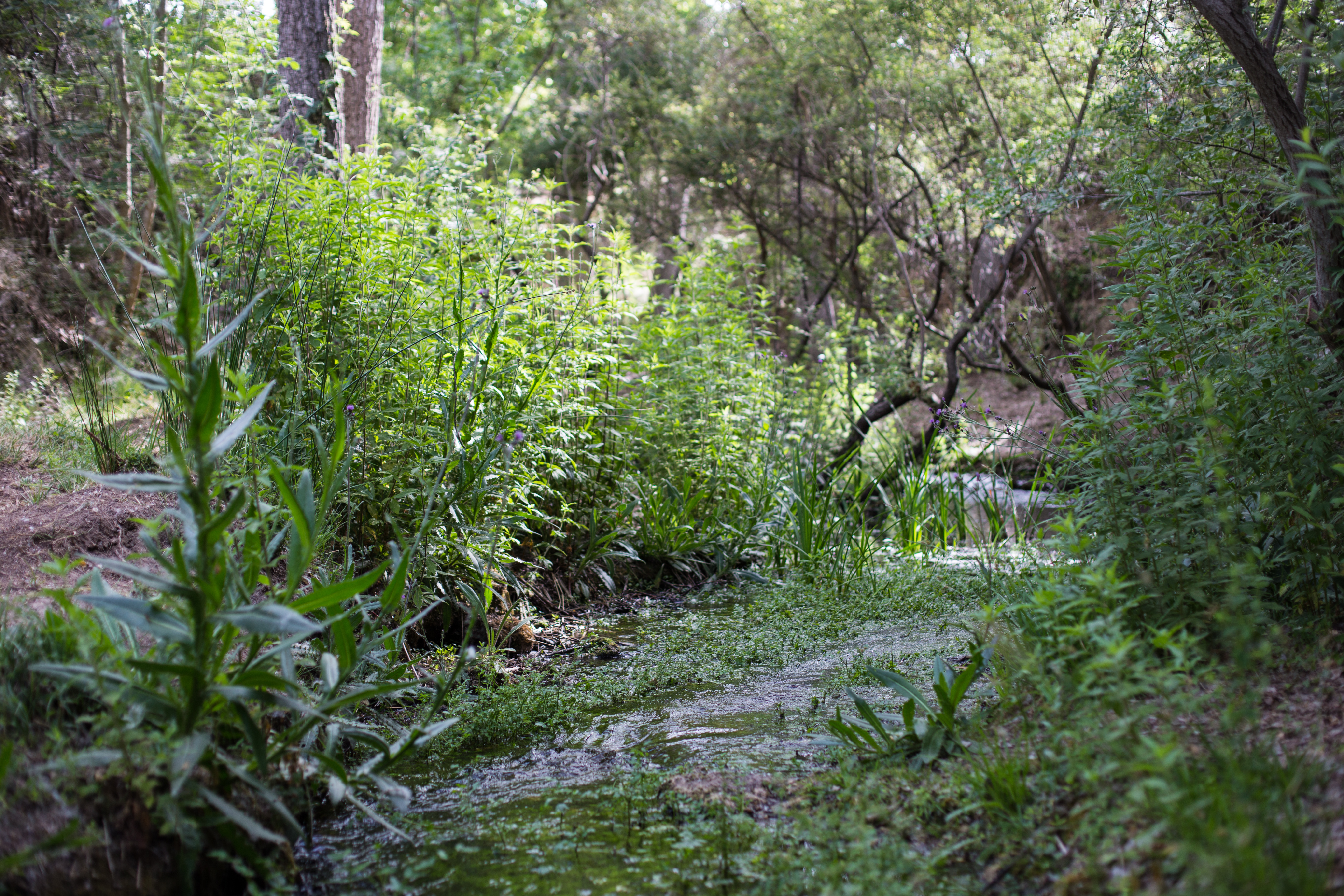
Naixement del riu Vinalopó a la serra de Mariola, entre Bocairent i Banyeres de Mariola

- Cabal mitjà: 0,85 m³ en Santa Eulàlia (Villena) i 0,38 m³ en Asp.
- Afluents: rius Tarafa i Marjal.
- Règim fluvial: riu d'escassíssim cabal presenta el màxim a l'hivern a Santa Eulàlia (Villena) i a la tardor a Asp, motivat per l'estacionalitat de les pluges. A causa de l'encaixament de gran part del seu llit les crescudes no revisten gravetat excepte a Elda on es va desbordar els anys 1906 i 1982.
- Poblacions que travessa: Banyeres de Mariola, Beneixama, Biar, El Camp de Mirra, La Canyada, Villena (Santa Eulàlia), Saix, Petrer, Elda, Monòver, Novelda i Elx.